# Åsa Keller
Åsa Keller, född 1973 i Halmstad, var mellan 2002 och maj 2012 VD för företaget Homemaid Hemservice och ordförande i Hemserviceföretagens branschorganisation.
Åsa Keller är uppvuxen i Halmstad/Oskarström och arbetade som konsult. Ett av uppdragen var att hoppa in i Homemaid Hemservice, som sysslar med hushållsnära tjänster, och "styra upp" företaget. Hon erbjöds tjänsten som verkställande direktör i företaget och accepterade. Under Kellers ledning har omsättningen stigit från 31 till 54 miljoner och resultatet gått från en förlust på nära 3 miljoner till en vinst på 1,3 miljoner 2006.
Keller har man och barn och var under en period 2006 föräldraledig från sitt VD-jobb. Hon tilldelades 2007 utmärkelsen Framtidens kvinnliga ledare. Priset delas ut av Ledarna och karriärnätverket Shortcut.